# Abitur in Bayern (G9)
Das bayerische Reifezeugnis (Abitur; Allgemeine Hochschulreife) wird in der Regel durch den erfolgreichen Abschluss der Profil- und Leistungsstufe (Jahrgangsstufe 13) und der Abiturprüfung erlangt, die aus zentral gestellten schriftlichen und mündlichen Teilen besteht. Eine weitere Möglichkeit, die allgemeine Hochschulreife zu erlangen, ist der Besuch eines Kollegs (Gymnasium des Zweiten Bildungsweges) oder der Abschluss einer Fachoberschule oder Berufsoberschule mit der 13. Klasse.

## Neues G9 (ab 2018)

### Rückkehr zum G9
Nachdem das bayerische Regierungskabinett für eine Rückkehr zum neunjährigen Gymnasium votiert hatte, beschloss am 5. April 2017 auch die CSU-Fraktion des bayerischen Landtages innerhalb eines Bildungspakets, dass Bayern ab dem Schuljahr September 2018 zum neunjährigen Gymnasium zurückkehrte. Am 7. Dezember 2017 votierte der bayerische Landtag (mit den Stimmen aller Fraktionen) innerhalb eines Bildungspakets, ab dem Schuljahr 2018/2019 das neunjährige Gymnasium wieder einzuführen. Das beschlossene Bildungspaket sah etwa 1000 neue Lehrerstellen für die Gymnasien vor, bei 1800 neuen Lehrerstellen insgesamt. Der Beginn für die Umstellung auf das neunstufige Gymnasium erfolgte im September 2018 zeitgleich für die fünften und sechsten Klassen. In den Pilotschulen der Mittelstufe plus konnten die bis September 2016 eingeschulten Schüler in der siebten Klasse weiterhin zum G8 die zusätzliche Klasse 9+ wählen.
Das letzte flächendeckende bayerische G8-Abitur fand im Frühjahr 2024 statt, das erste flächendeckende G9-Abitur wird im Frühjahr 2026 stattfinden. Nachdem es 2011 bei der Einführung des G8 einen Doppel-Abiturjahrgang von G8 und G9 gegeben hatte, werden 2025 Abiturprüfungen nur an ca. 100 bayerischen Gymnasien des sogenannten „Auffangnetzes“ unter G8-Bedingungen durchgeführt. Diese Abiturprüfung 2025 ist nur für die Schüler, die das Abitur 2024 nicht bestanden hatten, für Schüler des ersten G9-Jahrgangs, die die individuelle Lernzeitverkürzung in Anspruch nehmen oder solche, die im Schuljahr 2022/23 eine Einführungsklasse besucht haben, für Schüler, die im G8 die Mittelstufe plus besuchte haben sowie für Schüler von Abendgymnasien und Kollegs.

### Prüfungsfächer
Das neue Abiturmodell sieht fünf Abiturprüfungsfächer vor, von welchen drei Prüfungen schriftlich und zwei Prüfungen mündlich abgehalten werden. Deutsch und Mathematik bleiben weiterhin verpflichtende Abiturfächer, jedoch kann eine Prüfung hier mündlich erfolgen. Jeder Schüler wählt darüber hinaus ein individuelles Leistungsfach, welches damit das dritte verpflichtende Abiturfach ist. Mindestens eine Naturwissenschaft oder eine Fremdsprache sind als Abiturprüfungsfach verpflichtend. Dennoch ist es möglich, zwei Fremdsprachen (Englisch, Französisch, Latein, Spanisch), zwei Naturwissenschaften (Physik, Chemie, Biologie, Informatik) oder zwei gesellschaftswissenschaftliche Fächer (Geschichte, Politik und Gesellschaft, Geographie, Wirtschaft und Recht) als Abiturprüfungsfächer zu wählen. Individuell kann auch in Sport, Kunst oder Musik eine Abiturprüfung abgelegt werden. Eine Substitutionsregel ermöglicht es Schülern, die ein MINT-Leistungsfach gewählt haben, die Abiturprüfung im Fach Mathematik durch ein anderes MINT-Fach zu ersetzen (bspw. Physik als Leistungsfach und Informatik als weiteres Abiturfach ersetzen die Prüfung im Fach Mathematik). Analog können Schüler, welche als Leistungsfach eine Fremdsprache haben, durch die Abiturprüfung in einer weiteren Fremdsprache Deutsch als Abiturfach ersetzen.

## Ehemaliges G9 (bis 2011)

### Leistungskurse
Jeder Schüler wählt vor Beginn der Kollegstufe aus den Fächern (außer Ethik), in denen er zwei Jahre lang Pflichtunterricht gehabt hat, zwei individuelle Leistungskurse (LK). Der Lerninhalt ist im Gegensatz zu den Grundkursen erweitert und anspruchsvoller, außerdem muss in beiden Leistungskursen eine schriftliche Abiturprüfung abgelegt werden. Der Leistungskurs umfasst fünf Wochenstunden.
Bei der Wahl der Leistungskurse ist zu beachten, dass der Schüler mindestens ein Hauptfach (offiziell: Kernfach) wählt. d. h. ist ein Fach, in dem der Schüler vor der Kollegstufe Schulaufgaben geschrieben hat.
Weiterhin ist darauf zu achten, dass wenigstens eines der beiden Fächer entweder Deutsch, eine fortgeführte Fremdsprache, Mathematik oder eine Naturwissenschaft ist. So ist etwa die Kombination Wirtschafts- und Rechtslehre (WR) mit Musik auch für Schüler an Gymnasien mit wirtschaftswissenschaftlichem Zweig (WWG) nicht wählbar, obwohl Wirtschafts- und Rechtslehre hier Kernfach ist.
Schließlich muss der Schüler in den Leistungskursfächern im Zwischenzeugnis der 11. Klasse (bzw. für Biologie und – außer am wirtschaftswissenschaftlichen Zweig – Wirtschafts- und Rechtslehre im Jahreszeugnis der 10. Klasse) wenigstens die Note 4 bekommen haben; für Kunst, Musik und Sport ist die Note 3 erforderlich.

### Drittes und viertes Fach
Neben den Leistungskursen werden auch in zwei Grundkursen Abiturprüfungen abgelegt. Dabei wird in den Leistungskursen und in einem der Grundkurse (das sogenannte „dritte Fach“, umgangssprachlich auch „das Schriftliche“) eine schriftliche (und in den Leistungskursen Sport, Kunsterziehung und Musik zusätzlich eine praktische) Prüfung abgelegt; es kann jeweils eine 20-minütige mündliche Prüfung hinzukommen, wenn der Schüler es so will oder der Prüfungsausschuss ihn dazu verpflichtet (umgangssprachlich „jemand muss ins Mündliche“). Im anderen Grundkurs („viertes Fach“) wird dagegen von vornherein nur eine 30-minütige mündliche Prüfung, das sogenannte Colloquium, abgehalten.
Ein Schüler muss sein drittes und viertes Fach so wählen, dass er mit seinen Abiturfächern, also diesen beiden Fächern und seinen Leistungskursen, folgende Bedingungen erfüllt:
1. Mindestens zwei der Abiturfächer muss er bisher als Kernfächer gehabt (also in der Mittelstufe darin Schulaufgaben geschrieben) haben.
2. Mindestens eines der Fächer muss entweder Deutsch oder eine sogenannte fortgeführte Fremdsprache sein. Fortgeführte Fremdsprache ist eine Fremdsprache, die der Schüler in der Mittelstufe als Pflichtfach gehabt hat.
3. Mindestens eines der Fächer muss entweder Mathematik oder eine Naturwissenschaft sein.
4. Mindestens eines der Fächer muss ein gesellschaftswissenschaftliches Fach, also entweder Geschichte, Geographie, Sozialkunde, Wirtschafts- und Rechtslehre oder Religionslehre (bzw. Ethik) sein.
5. Ist einer der Leistungskurse Kunsterziehung, Musik oder Sport und der andere Deutsch, so muss Mathematik drittes oder viertes Fach sein.
6. Ist einer der Leistungskurse Deutsch und der andere ein gesellschaftswissenschaftlicher (vgl. Nr. 4), so muss Mathematik oder eine fortgeführte Fremdsprache drittes oder viertes Fach sein.
7. Sowohl drittes wie viertes Fach müssen die vollen zwei Jahre belegt werden.
8. Mindestens einen der Leistungskurse muss er bisher als Kernfach gehabt haben. Kunst und Musik sind nicht als drittes Fach, Sport weder als drittes noch als viertes Fach wählbar. Von den freiwilligen Grundkursen sind lediglich die spätbeginnenden Fremdsprachen als Abiturfach wählbar.

### Grundkurse
Ähnlich wie die Leistungskurse werden auch die Grundkurse (GK) individuell gegen Ende der 11. Jahrgangsstufe gewählt. Allerdings führt hier ein umfangreiches Regelwerk dazu, dass zahlreiche Grundkurse belegt werden müssen. Im Einzelnen müssen Deutsch, eine fortgeführte Fremdsprache (Drittes und viertes Fach), Geschichte, Religionslehre (ersetzbar durch Ethik), Mathematik, eine Naturwissenschaft und Sport beide Jahre belegt werden; ebenso müssen Schüler, die in der 11. Klasse eine ihrer Pflichtfremdsprachen durch eine spätbeginnende Fremdsprache ersetzt haben (zum Beispiel Spanisch), diese bis zum Ende der 13. Klasse belegen.
Schüler, die von der Realschule, von der Wirtschaftsschule oder von der Hauptschule auf das Gymnasium übergewechselt sind, müssen die zweite Fremdsprache (was normalerweise hier soviel bedeutet wie: nicht Englisch) zwei Jahre lang belegen, es sei denn, sie haben diese von der 7. bis zur 10. oder von der 9. bis zur 11. Klasse als Vorrückungsfach gehabt. Mit dieser Sprache können sie entweder der oben genannten Pflicht, eine fortgeführte Fremdsprache zu belegen, nachkommen (auch als Leistungskurs), oder sie aber zusätzlich belegen. Aufgrund des Einbringungssystems darf ein Schüler in letzterem Fall keinen Leistungskurs Sport nehmen (sonst wären mehr als 22 Leistungen einbringpflichtig, obwohl nur 22 eingebracht werden).
Eines der beiden Fächer Kunsterziehung und Musik, ein weiteres politisch bildendes Fach (Geographie, Sozialkunde oder Wirtschafts- und Rechtslehre) und eine weitere Naturwissenschaft sind ein Jahr lang zu belegen. Es ist erforderlich, in den vier Halbjahren durchschnittlich 17 Stunden Unterricht allein aus Grundkursen zu haben (offiziell heißt das: 68 Grundkurs-Halbjahreswochenstunden).
Ein Leistungskursfach kann nicht mehr als Grundkurs gewählt werden, lediglich bestimmte Lehrplanalternativen, die in der 13. Klasse statt des Faches unterrichtet werden können, können auch von Schülern besucht werden, die das gleiche Fach als Leistungskurs haben. Der Grundkurs umfasst in der Regel zwei, bei Fremdsprachen, Mathematik und Naturwissenschaften drei, bei Deutsch vier Wochenstunden.
Eine Halbjahresleistung von 0 Punkten (Note 6) in einem Grundkurs führt dazu, dass der Grundkurs in diesem Halbjahr und auch im anderen Halbjahr des betreffenden Schuljahrs als nicht belegt gilt: Weder die null Punkte noch die andere Halbjahresleistung können eingebracht werden, und der Grundkurs kann auch nicht bei der obengenannten Mindestzahl der Grundkurs-Halbjahreswochenstunden mitgezählt werden.

### Lehrplanalternativen
Es besteht die Möglichkeit, in der 13. Klasse folgende Fächer durch Lehrplanalternativen zu ersetzen:
1. Geographie durch Geographie (Geologie)
2. Wirtschafts- und Rechtslehre durch Wirtschaftsinformatik
3. Mathematik durch Mathematik (Informatik)
4. Physik durch Physik (Informatik)
5. Physik durch Physik (Astronomie)

Bei den Nummern 2 bis 4 ist hier Voraussetzung, dass der Schüler vorher freiwillig in der 12. Klasse einen Informatikkurs besucht hat oder, wie es offiziell heißt, „gleichwertige Vorbildung nachweist“.
Physik-Astronomie (außerhalb offizieller Texte meist so, und nicht mit Klammern, geschrieben) kann als drittes und viertes Abiturfach, die übrigen nur als Colloquium genommen werden.

### Facharbeit
In einem der beiden Leistungskurse erstellt der Schüler eine Facharbeit. Diese kurze, vorwissenschaftliche Abhandlung muss nach der Abgabe in einer mündlichen Prüfung erläutert werden, um sicherzustellen, dass sie selbst verfasst wurde. Diese Prüfung geht mit 25 % in die Endnote ein. Ganz allgemein geht es bei der Facharbeit darum, die Studierfähigkeit des Abiturienten zu schulen. Deshalb kommt es vor allem auf das wissenschaftliche Arbeiten an. Wird die Facharbeit mit 0 Punkten bewertet, wird der Schüler nicht zum Abitur zugelassen. Die alleinige Abgabe einer Gliederung reicht nicht aus, um einen Punkt zu erhalten. Für die Erstellung der Facharbeit hat der Abiturient fast ein ganzes Jahr Zeit. Die Abgabe erfolgt immer in der 13. Jahrgangsstufe, meist am letzten Freitag des Januars. Einige Gymnasien legen den Abgabetermin jedoch selbst fest.

### Einbringen
Unter dem Einbringen wird der Prozess verstanden, in dem die Schüler entscheiden, welche ihrer Grundkurs-Halbjahresleistungen (die Endnoten für ein bestimmtes Fach in einem der vier Halbjahre) in der sogenannten Gesamtqualifikation (siehe unten) mitzählen sollen. Hierzu gibt es bestimmte Vorschriften: Vom dritten und vierten Abiturfach werden genau drei (aus den ersten drei Halbjahren) hier eingebracht (und die vierte beim Prüfungsergebnis). Wie viele Leistungen einzubringen sind, wenn das betreffende Fach kein Abiturfach ist, zeigt folgende Tabelle:
| Fach                             | Einzubringende Leistungen |
| -------------------------------- | ------------------------- |
| Deutsch                          | 4                         |
| fortgeführte Fremdsprache        | 4                         |
| zweite Fremdsprache *            | 2 *                       |
| Kunst oder Musik                 | 2                         |
| Geschichte                       | 2                         |
| weiteres gesellschaftliches Fach | 2                         |
| Religion (bzw. Ethik)            | 2                         |
| Mathematik                       | 4                         |
| erste Naturwissenschaft          | 3                         |
| zweite Naturwissenschaft         | 2                         |
| Sport                            | 0                         |

* Betrifft nur die Schüler aus Realschule, Wirtschaftsschule und Hauptschule, die ihre zweite Fremdsprache (was normalerweise bedeutet: nicht Englisch) nicht als Leistungskurs oder als einbringpflichtige Grundkurs-Fremdsprache gewählt haben. Hier sind in jedem Fall die beiden Halbjahresleistungen der 13. Klasse einzubringen. Dies alles gilt nicht, wenn der betreffende Schüler die betreffende Sprache von der 7. bis zur 10. oder von der 9. bis zur 11. Klasse als Vorrückungsfach gehabt hat.
Hierbei ist die beide Jahre belegte Naturwissenschaft die erste, die andere die zweite. Wird freiwillig auch die zweite Naturwissenschaft beide Jahre belegt, so erhöht sich die Zahl der einbringpflichtigen Leistungen natürlich nicht.
Man beachte ferner, wenn zwei der „weiteren gesellschaftswissenschaftlichen Fächer“ (Geographie, Sozialkunde, Wirtschafts- und Rechtslehre) Abiturfächer sind, dass der Schüler entweder auf das Einbringen von Geschichte oder von Religion (bzw. Ethik) verzichten kann.
Insgesamt sind, einschließlich der sechs Leistungen aus dem dritten und vierten Fach, genau 22 Grundkurs-Halbjahresleistungen einzubringen.
Meist wird der Schüler also über die obige Tabelle hinaus Leistungen einbringen. Er kann in diesem Fall etwa aus dem Fach Geschichte noch über die zwei Pflichtleistungen hinaus einbringen oder aus dem Fach Sport oder aus freiwilligen Kursen (zum Beispiel Dramatisches Gestalten).
Hier gibt es einige Einschränkungen:
- Aus dem Sport und aus freiwilligen Kursen können höchstens fünf Leistungen eingebracht werden (davon aus dem Fach Sport höchstens drei.) Dabei gilt jedoch eine spätbeginnende Fremdsprache, die als Abiturfach gewählt wurde, nicht als freiwillig.
- Aus Zusatz-Grundkursen zu Leistungskursen (zum Beispiel Englische Konversation und Englisch) können nur zwei Leistungen eingebracht werden.
- Es dürfen nie mehr als fünf der 22 Leistungen dem gleichen Fach angehören (zum Beispiel Musik und Instrumentalmusik).

Eine Grundkurs-Halbjahresleistung von 0 Punkten (Note 6) darf nicht eingebracht werden und es darf im gleichen Fach im gleichen Schuljahr auch die andere Halbjahresleistung nicht eingebracht werden, da dieses Fach dann im Schuljahr als nicht belegt gilt.

### Abiturprüfung
Zum Abschluss der zwei Jahre wird die Abiturprüfung abgelegt. Die drei schriftlichen Prüfungen dauern je nach Fach drei bis fünf Stunden, in Leistungskursen länger als in den Grundkursen. Die mündliche Prüfung, das Colloquium, dauert 30 Minuten und ist in zwei Teile gegliedert: ca. 10 Minuten Referat über den gewählten Schwerpunkt mit ca. fünfminütiger Diskussion, das zuvor innerhalb von 30 Minuten vorbereitet werden muss, und 15 Minuten Prüfung über zwei wählbare Lehrhalbjahre (Semester). Optional kann der Schüler hier auch über alle drei weiteren Lehrhalbjahre geprüft werden, jedoch verlängert sich die Prüfung dann auf insgesamt 45 Minuten. Diese Form des Colloquiums wird jedoch äußerst selten gewählt, da sie eine ausführlichere Vorbereitung erfordert.
Alle schriftlichen Abituraufgaben sind in Bayern zentral vom Kultusministerium gestellt und werden landesweit gleichzeitig bearbeitet. Die Arbeit wird von dem jeweiligen Kursleiter korrigiert und von einem zweiten Lehrer nachkorrigiert. Beide erhalten einen groben Bewertungsschlüssel und einen Erwartungshorizont. So soll sichergestellt werden, dass jeder die gleichen Chancen hat, aber der Unterricht nicht allzu eng am Lehrplan gehalten zu werden braucht.

### Benotung des Abiturs
In der Kollegstufe wird nicht nach dem klassischen Notensystem, sondern nach einem Punktesystem bewertet, das weitere Differenzierung ermöglicht.
Punktesystem in der Kollegstufe
Bei der Durchschnittsberechnung ist eine Sonderregel zu beachten: Es wird zwar wie gewöhnlich gerundet, eine Aufrundung zur Punktzahl 1 ist jedoch verboten. Hat also ein Schüler einen Durchschnitt von 0,9 Punkten erzielt, sind ihm 0 Punkte einzutragen.
Sowohl bei Grund- als auch bei Leistungskursen werden sogenannte Halbjahresleistungen ermittelt, also die Zeugnisnoten in den vier Ausbildungsabschnitten (Halbjahren) 12/1, 12/2, 13/1 und 13/2.
Die Abiturnote setzt sich wie folgt zusammen:
- 22 Halbjahresleistungen aus den Grundkursen, einschließlich jeweils drei (und zwar die der ersten drei Ausbildungsabschnitte) derjenigen Grundkurse, in denen schriftliches Abitur geschrieben bzw. ein Colloquium abgehalten wird (Höchstpunktzahl: 330 Punkte);
- die Halbjahresleistungen der ersten drei Ausbildungsabschnitte der Leistungskurse, und zwar verdoppelt: Hier sind also Punkte von 0 bis 30 möglich, wobei wieder zum Beispiel 26–30 Punkte der Note sehr gut und 0 oder ein Punkt der Note ungenügend entsprechen, dies nennt man doppelte Wertung. Höchstpunktzahl: 180 Punkte;
- die Facharbeit, ebenfalls in doppelter Wertung (Höchstpunktzahl: 30 Punkte)
- das Ergebnis der Abiturprüfung in den vier Fächern: die Halbjahresleistungen der Prüfungsfächer im Ausbildungsabschnitt 13/2 in einfacher Wertung (diese werden hier mitgezählt, was unter anderem bei den Hürden eine Rolle spielen kann) und die in der Prüfung erzielten Leistungen in vierfacher Wertung. Hier beträgt also die Höchstpunktzahl in einem einzelnen Fach 75 Punkte (die Note 4 liegt also zum Beispiel zwischen 20 und 30 Punkten), insgesamt können in diesem Bereich 300 Punkte erzielt werden.

Damit beträgt die Höchstpunktzahl der gesamten Abiturnote 840, also 56 mal 15 Punkte. Die Note 3 liegt, weil sie im 15-Punkte-Schema bei 7 bis 9 Punkten liegt, in der Abiturnote zwischen 392 und 504 Punkten (56×7 bzw. 56×9).
Die allgemeine Hochschulreife wird einem Schüler erteilt, wenn
1. er mindestens 280 Punkte oder mehr in der Abiturgesamtnote hat;
2. er mindestens 110 Punkte aus den eingebrachten Grundkurshalbjahresleistungen (ohne letztes Halbjahr der Abiturfächer) hat;
3. er aus den Leistungskurshalbjahresleistungen (ohne letztes Halbjahr) und der Facharbeit mindestens 70 Punkte;
4. er in der Abiturprüfung (einschließlich der letzten Halbjahresleistungen der Abiturfächer, die auch im Leistungskurs nur einfach zählen) wenigstens 100 Punkte erreicht hat.

Die obigen Kriterien bedeuten jeweils durchschnittlich 5 Punkte, entsprechend der Note 4 in jeder betrachteten Leistung.
Voraussetzung ist, dass folgendes nicht eingetreten ist:
1. dass er eine Leistung von 0 Punkten (entspricht ungenügend) und im Leistungskurs auch von einem Punkt (entspricht, da doppelte Wertung, ebenfalls Note 6) eingebracht hat;
2. dass seine Facharbeit mit 0 Punkten bewertet worden ist; dies bedeutet, dass Schüler, die ihre Facharbeit verspätet abgeben, nicht zum Abitur zugelassen werden, da ihre Facharbeit mit 0 Punkten bewertet wird.
3. dass er in der mündlichen Prüfung zur Facharbeit, die in die Bewertung der Facharbeit mit eingeht, nur 0 Punkte erzielt hat.
4. dass er eine Halbjahresleistung einbringt oder einbringen muss, wo er in der anderen Halbjahresleistung desselben Schuljahres (12. oder 13. Klasse) im gleichen Fach 0 Punkte hatte;
5. dass er mehr als sechsmal eine Grundkurshalbjahresleistung von 4 (= Note 4−) oder weniger (= Note 5) Punkten eingebracht hat;
6. dass er mehr als zweimal eine Leistungskurshalbjahresleistung von 9 oder weniger Punkten eingebracht hat (entspricht, da doppelte Wertung, ebenfalls einer Vier minus und schlechter);
7. dass er in der Abiturprüfung (einschließlich letzte Halbjahresleistung der Abiturfächer) in mehr als zwei Fächern oder in beiden Leistungskursfächern 24 (= Note 4−) oder weniger Punkte hat;
8. dass er einen notwendigen Kurs nicht belegt hat oder die erforderliche Mindeststundenzahl (68 Grundkurs-Halbjahreswochenstunden) unterschreitet. Dazu kann es kommen, wenn der Schüler in einem Halbjahr die Endnote 0 Punkte bekommt, denn dann gilt das Fach nicht nur im jeweiligen Halbjahr, sondern sogar im ganzen Schuljahr als nicht belegt.

Diese Punkte bezeichnet man als „Hürden“. Hürden, die erst durch eine zu geringe Punktzahl in der Abitur gerissen wurden, konnten durch eine verpflichtende (aber auch freiwillig ablegbare) mündliche Prüfung in wenigstens einem der beiden Leistungskurse ausgeglichen werden.
Die Abiturnote wird anhand des folgenden Schemas in eine Note des Sechs-Noten-Systems mit einer Nachkommastelle übertragen:
| Punkte  | Note | Punkte  | Note | Punkte  | Note | Punkte | Note |
| ------- | ---- | ------- | ---- | ------- | ---- | ------ | ---- |
| 840–768 | 1,0  | 616–600 | 2,0  | 448–432 | 3,0  | 280    | 4,0  |
| 767–751 | 1,1  | 599–583 | 2,1  | 431–415 | 3,1  |        |      |
| 750–734 | 1,2  | 582–566 | 2,2  | 414–398 | 3,2  |        |      |
| 733–717 | 1,3  | 565–549 | 2,3  | 397–381 | 3,3  |        |      |
| 716–701 | 1,4  | 548–533 | 2,4  | 380–365 | 3,4  |        |      |
| 700–684 | 1,5  | 532–516 | 2,5  | 364–348 | 3,5  |        |      |
| 683–667 | 1,6  | 515–499 | 2,6  | 347–331 | 3,6  |        |      |
| 666–650 | 1,7  | 498–482 | 2,7  | 330–314 | 3,7  |        |      |
| 649–633 | 1,8  | 481–465 | 2,8  | 313–297 | 3,8  |        |      |
| 632–617 | 1,9  | 464–449 | 2,9  | 296–281 | 3,9  |        |      |

Weiterhin stehen im Abiturzeugnis konventionelle (also „sehr gut“, „gut“ und so fort) Noten als Gesamtnoten der einzelnen Fächer. Diese finden sich auch für die bereits vor der Kollegstufe abgelegten Fächer: Hier wird die Jahresschlussnote des letzten Jahres dieses Faches verwendet. Sie zählen jedoch nicht zur Abiturnote, welche unter Umständen für die Wahl des Studienfaches entscheidend ist.